# James Buchanan
James Buchanan [bjuːˈkænən] (23. dubna 1791 Gove Gap, Pensylvánie – 1. června 1868 Lancaster) byl 15. prezident Spojených států. Byl jediným starým mládencem v úřadu amerického prezidenta v historii (spekulovalo se o jeho sexuální orientaci), jediným prezidentem USA v historii, který vykonával svůj úřad z Pensylvánie, a posledním americkým prezidentem narozeným v 18. století.
Byl kritizován za selhání během zatažení země do občanské války a je historiky trvale hodnocen jako jeden z nejhorších amerických prezidentů.

## Život
James Buchanan se narodil v Cove Gap, ve státě Pensylvánie, v obchodnické rodině. Vystudoval práva a stal se členem Demokratické strany. Po vstupu do politiky vykonával funkci velvyslance v Rusku za vlády prezidenta Andrewa Jacksona a ministra zahraničí za vlády prezidenta Jamese K. Polka. Rovněž zastupoval Pensylvánii v obou komorách parlamentu USA.
Za vlády prezidenta Franklina Pierce zastával úřad velvyslance ve Velké Británii, čímž nebyl přímo zatažen do neúspěšné politiky tohoto prezidenta. I díky tomu se stal v roce 1856 kandidátem Demokratické strany a posléze byl zvolen za prezidenta USA.
V úřadu však spíše opakoval chyby předchozího prezidenta. Přestože pocházel ze severu USA, obhajoval zájmy otrokářů na jihu. Tehdejší násilné střety ve státě Kansas ohledně práva na povolení či zakázání otroctví chtěl vyřešit povolením otroctví. Proti státu Utah povolal federální vojska kvůli údajné revoltě, toto podezření se nepotvrdilo a sám Buchanan později toto své rozhodnutí označil za chybu a omluvil se.
Napětí v USA mezi severem a jihem se za jeho vlády ještě více přiostřilo a země již stála na pokraji občanské války.
V den odstupu z funkce řekl svému nástupci Abrahamu Lincolnovi: „Vážený pane, jste-li při příchodu do Bílého domu tak šťastný, jako jsem já, že ho mohu opustit, pak jste skutečně šťastný člověk.“

## Zajímavost

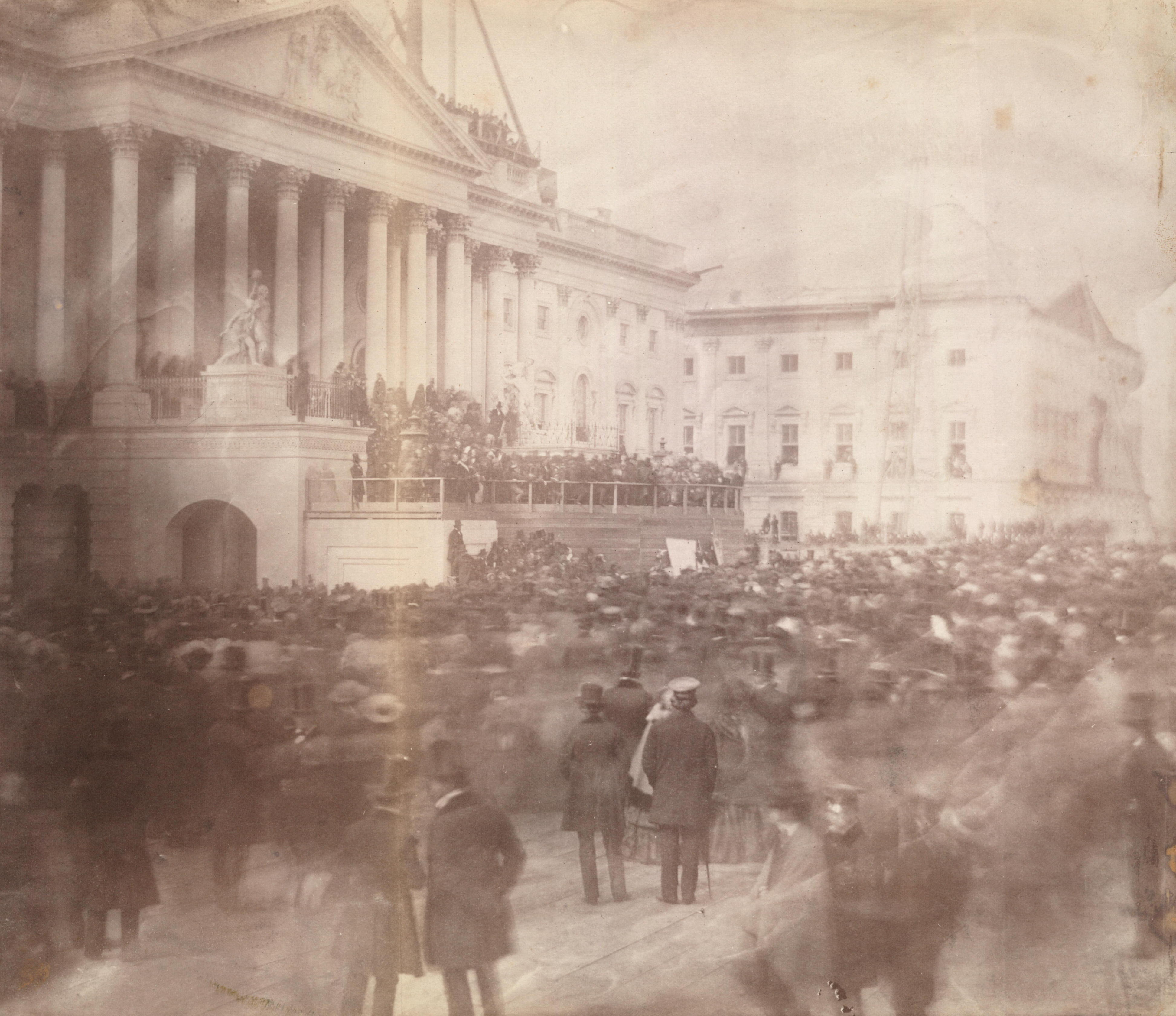
Inaugurace Jamese Buchanana ze dne 4. března 1857 (pravděpodobně první inaugurace, která kdy byla vyfotografovaná)

Jeho inaugurace ze dne 4. března 1857 u budovy kapitolu Spojených států amerických je považovaná za první, která kdy byla vyfotografovaná.